# Legittimazione a ricevere
La legittimazione del creditore è il potere di ricevere la prestazione da parte del debitore. Mentre il credito è il diritto di ricevere la prestazione da parte del debitore, la legittimazione a ricevere corrisponde a una posizione di potere, che spetta solitamente al creditore, ma può competere anche ad altri soggetti. 
Sono legittimati a ricevere il rappresentante, la persona indicata dal creditore, o la persona autorizzata dalla legge o dal giudice (art. 1188 cod. civ.). 
La legittimazione a ricevere ha ad oggetto prestazioni ricettizie, indirizzate ad un determinato destinatario, come le prestazioni di dare, quelle di fare, o quelle che implicano la consegna di un'opera.
Da non confondere la legittimazione ad adempiere con la pretesa creditoria: il legittimato a ricevere, infatti, non può agire contro il debitore inadempiente né può metterlo in mora.